# یودایاناتام (شرق)
یودایاناتام (شرق) (به انگلیسی: Udayanatham (East)) یک روستا در هند است که در Ariyalur district واقع شده‌است.

## خصوصیات
یودایاناتام ۱٬۴۸۶ نفر جمعیت دارد.